# 小行星5055
小行星5055（英語：5055 Opekushin）是一颗围绕太阳公转的小行星。1986年8月13日，柳德米拉·切爾尼赫在克里米亚发现了此天体。
这颗小行星的绝对星等为174.2937927677316等。